# Nicefor III Botaniates
Nicefor III Botaniates, gr. Νικηφόρος Γ΄ Βοτανειάτης – Nikēphoros III Botaneiatēs, łac. Nicephorus Botaniates (ur. ok. 1001–1002, zm. 1081 lub 1082) – cesarz bizantyjski w latach 1078–1081.

## Przed objęciem władzy
Nicefor pochodził z małoazjatyckiego rodu spokrewnionego z Fokasami. Jak wielu innych przedstawicieli anatolijskiej arystokracji wybrał karierę w armii cesarskiej, uzyskując dowództwo temu Anatolikon. W roku 1057 był jednym z oficerów, którzy wystąpili przeciwko Michałowi VI, popierając Izaaka I Komnena.

## Obalenie Michała VII
W 1077 przeciwko rządom Michała VII wystąpiła armia z prowincji europejskich cesarstwa pod wodzą Nikefora Bryenninosa. W październiku 1077 Nicefor Botaniates stanął na czele analogicznego ruchu w prowincjach Azjatyckich. Siódmego stycznia 1078 został on okrzyknięty cesarzem i ruszył na stolicę. Dysponując niewielką liczbą żołnierzy, zdecydował się na werbunek Turków, korzystając z pomocy Sulejmana jednego z kuzynów sułtana Alp Arslana – zwycięzcy spod Manzikert. Z ich pomocą zdobył kolejno Kyzikos, Nikeę – pod którą pokonał wojska cesarskie oraz Nikomedię, Chalkedon i Chryzopol. Następnie stanął pod Konstantynopolem gdzie miał silne poparcie m.in. w duchowieństwie oraz korporacjach rzemieślniczych. Wobec zaistniałej sytuacji 31 marca 1078 Michał VII Dukas abdykował i usunął się do klasztoru. W tych warunkach 3 kwietnia Nicefor, wkroczył do stolicy i przejął ster rządów. Koronacja władcy nastąpiła jednakże dopiero kilka miesięcy później (2 czerwca bądź lipca 1078 roku). Dla umocnienia swej pozycji cesarz poślubił żonę swojego poprzednika – Marię z Alanii i to jeszcze za życia Michała VII.
Na wieść o przewrocie w Bizancjum papież Grzegorz VII obłożył Nicefora klątwą.

## Rządy Nicefora III

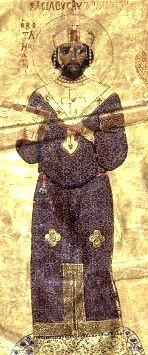
Nicefor III

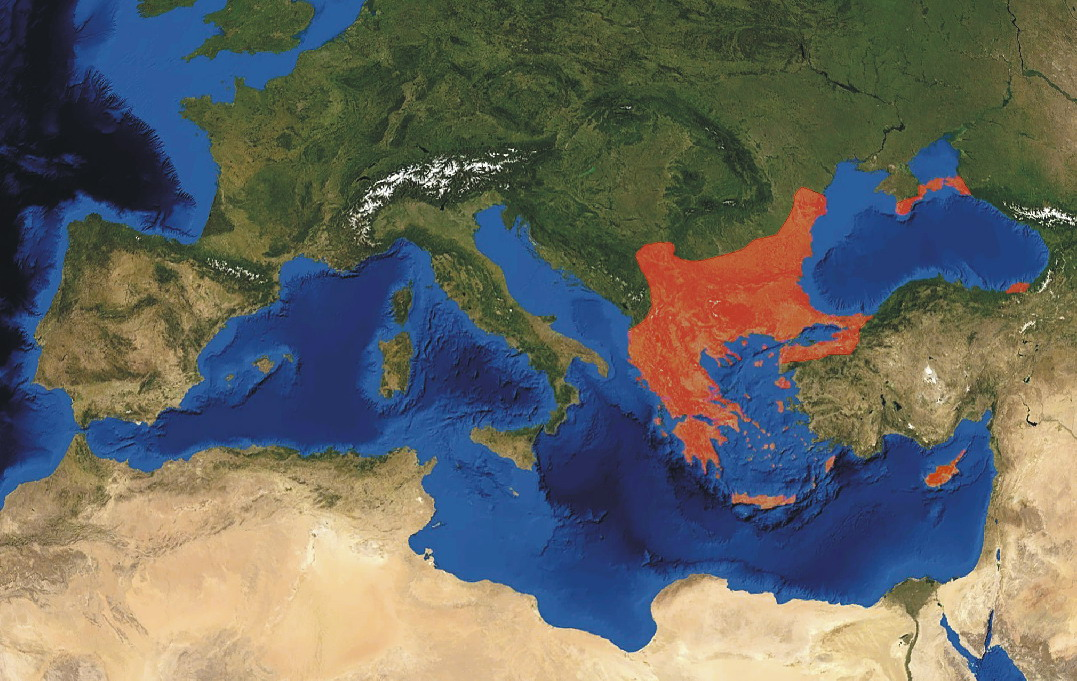
Cesarstwo Bizantyńskie w roku 1081.

Rządy Nicefora III charakteryzowały się brakiem spójnej polityki i początkowo polegały głównie na zjednywaniu sobie stronników obalonego Michała VII. W tym okresie nasiliła się jeszcze walka stronnictw co zwiększyło panujący w kraju chaos wywołany klęską pod Manzikert. Wzrastające wydatki doprowadziły również do wyczerpania skarbu, a w konsekwencji do obniżeniu wartości pieniądza. Wielkie wpływy na dworze uzyskali cesarscy zausznicy: Borył i German. Początkowo podporą rządów Nicefora III była również rodzina Komnenów.
Najgorsze jednak wieści dochodziły do Konstantynopola z prowincji małoazjatyckich. Około roku 1080 pojawił się tam kolejny pretendent – Nikefor Melisen, który w tym samym roku obwołał się cesarzem. Ponadto podobnie jak wcześniej Nicefor III, sprzymierzył się on z Sulejmanem. Ten ostatni korzystając z powstałego zamieszania, którego powstanie było zresztą w niemałym stopniu jego własnym udziałem, opanował całą Bizantyjską Azję Mniejszą – od Cylicji do Hellespontu. Jak podaje G. Ostrogorski: Sulejman „(...) na tej prastarej bizantyńskiej ziemi założył sułtanat Rumu, czyli rzymski.” Taki był ostateczny rezultat nieudolnej polityki następców Bazylego II, która doprowadziła do rozprężenia się systemu militarnego i administracyjnego Anatolii oraz zaniknięciu instytucji stratiotów-rolników stworzonej jeszcze przez cesarza Herakliusza.

## Utrata władzy
Przeciwko Niceforowi wystąpił najpierw wcześniejszy pretendent Nikefor Bryennios (starszy), a później rodzina Komnenów, która początkowo stanowiła podporę dla rządów nowego władcy, pomagając mu między innymi w rozprawieniu się z Bryenniosem oraz z jego następcą na stanowisku duksa Dyrrachium – Nikeforem Bazylacjuszem.
Czwartego kwietnia 1081, po wkroczeniu do stolicy Izaaka i Aleksego Komnenów, Nicefor III abdykował. Za radą patriarchy wstąpił do klasztoru Peribleptu, gdzie zmarł.